# Isches
Isches település Franciaországban, Vosges megyében. Lakosainak száma 172 fő (2022. január 1.). Isches Serqueux, Ainvelle, Fouchécourt, Lamarche, Mont-lès-Lamarche, Senaide, Serécourt és Tignécourt községekkel határos.

## Népesség
A település népességének változása:
| Lakosok száma | 168  | 158  | 167  | 164  | 169  | 174  | 173  | 172  | 172  |
|               | 2013 | 2015 | 2016 | 2017 | 2018 | 2019 | 2020 | 2021 | 2022 |